# Ali Akbar Velayati
Ali Akbar Velayati (em persa: علیاکبر ولایتی; Condado de Shemiranat, Irã, 24 de junho de 1945) é um médico e político iraniano. É chefe do hospital Masih Daneshvari em Teerã. Serviu também, de dezembro de 1981 a agosto de 1997, como ministro de relações exteriores do Irã.
É membro do Hall da Fama Iraniano de Ciência e Cultura, presidente do Centro de Pesquisa Estratégica do Conselho de Conveniência de Conveniência e membro sênior da Academia Iraniana de Ciências Médicas.

## Obras
- Dynamism of Islamic and Iranian Culture and Civilization
- Iran and the Question of Palestine
- Iran and the Developments of Palestine
- Historical Crisis of Iranian Identity
- Intellectual Prelude to Constitutional Movement
- History of Iran Foreign Relations under Shah Abbas Safavid I
- History of Iran Foreign Relations under Shah Ismail Safavid II
- Political History of the Iraqi Imposed War Against the Islamic Republic of Iran
- History of Iran Foreign Relations under Nasser addin Shah and Mozaffar addin Shah
- Tuberculosis
- Infectious Diseases